# Дейвис, Рон
Ро́нальд Тю́дор Де́йвис (англ. Ronald Tudor Davies; 25 мая 1942, Холиуэлл, Уэльс — 24 мая 2013, Альбукерке, США), более известный как Рон Де́йвис (англ. Ron Davies) — валлийский футболист, нападающий. Наиболее известен по выступлениям за английский клуб «Саутгемптон», в котором приобрёл славу одного из лучших британских нападающих 1960-х годов. Забил свыше 250 голов в Футбольной лиге, дважды становился лучшим бомбардиром Первого дивизиона.

## Клубная карьера

### «Честер»
Дейвис начал свою карьеру в клубе Четвёртого дивизиона «Честер», к которому присоединился после неудачных просмотров в «Блэкберн Роверс». В июле 1959 года он подписал с клубом свой первый профессиональный контракт. Выступления Дейвиса за резервную команду в Чеширской лиге впечатлили главного тренера «синих» Стэна Пирсона, который выпустил молодого нападающего в основном составе 26 марта 1960 года в матче против «Уэркингтона». Несмотря на то, что «Честер» проиграл этот матч со счётом 0:5, через неделю Дейвис вновь вышел на поле, отметившись голом в ворота «Донкастер Роверс». В сезоне 1960/61 валлиец начал заявлять о себе как о талантливом бомбардире, забив 23 гола в 39 матчах, хотя его клуб при этом занял последнее место в таблице. Такая же ситуация повторилась и в следующем сезоне, что вызвало недовольство болельщиков, которые стали часто подвергать нападающего критике. В начале сезона 1962/63 Дейвиса перевели в резервную команду, в связи с чем он попросил руководство клуба выставить его на трансфер. Однако впечатляющая игра в матче резервистов против «Бангор Сити» позволила ему в конце сентября вернуться в основной состав. В восьми последующих матчах Дейвис забил 10 голов, включая «покер» в ворота «Саутпорта». Примерно в это же время интерес к валлийцу начали проявлять ведущие английские клубы, такие как «Ливерпуль» и «Вулверхэмптон Уондерерс». Главный тренер «Порт Вейл» Норман Лоу предложил за нападающего 7 тысяч фунтов и одного из своих футболистов, но сделка была заблокирована советом директоров клуба. В итоге в октябре 1962 года Дейвиса подписал клуб Второго дивизиона «Лутон Таун» (сумма трансфера составила 12200 фунтов).
В новом клубе Дейвис провёл всего один сезон. Несмотря на очередные успехи нападающего в качестве бомбардира (21 гол в 29 матчах), «Лутон» по окончании сезона 1962/63 вылетел в Третий дивизион, поэтому в сентябре 1963 года Дейвис перешёл за 35 тысяч фунтов в «Норвич Сити».

### «Норвич Сити»
В каждом из четырёх первых матчей за «канареек» Дейвис забивал по голу. По окончании сезона он имел на счету 26 голов в 38 матчах, хотя его команда заняла лишь 17-е место во Втором дивизионе. Результативная игра Дейвиса сделала его любимцем среди болельщиков. Весной 1964 года он впервые был вызван в сборную Уэльса. В дебютном матче против Северной Ирландии 15 апреля, завершившемся поражением валлийцев со счётом 2:3, нападающий отметился голом.
В сезонах 1964/65 и 1965/66 Дейвис вновь становился лучшим бомбардиром команды, с 14 и 18 голами соответственно. В августе 1966 года он перешёл в «Саутгемптон» за рекордную для этого клуба сумму в 55 тысяч фунтов.
Всего в рамках чемпионата Дейвис провёл за «Норвич» 113 матчей, в которых забил 58 голов, то есть в среднем более одного гола в двух играх. С учётом кубковых соревнований результат Дейвиса составляет 66 забитых мячей, что в настоящее время является 9-м лучшим результатом в истории «канареек».

### «Саутгемптон»
Тед Бейтс, главный тренер «Саутгемптона», приобрёл Дейвиса в целях усиления атакующей линии «святых», которым в сезоне 1965/66 предстояло впервые в своей истории выступать в Первом дивизионе, высшей лиге английского чемпионата. Дейвис дебютировал за новую команду 20 августа 1965 года в домашнем матче против «Манчестер Сити», завершившемся с ничейным счётом 1:1. Уже через неделю, 27 августа, в выездном матче против «Блэкпула» нападающий открыл счёт своим голам на высшем уровне. Находясь в 30 с лишним метрах от ворот соперника, Дейвис перебросил мяч через голкипера Тони Уэйтерса, который слишком далеко вышел из вратарской площадки. Матч завершился победой «святых» со счётом 3:2.
На протяжении сезона «Саутгемптон» выступал нестабильно, всё время находясь в угрожающей близости от зоны вылета. Несмотря на это, Дейвис продолжал забивать голы, многие из которых принесли его команде ценные очки. Так, 29 октября он забил единственный гол в победном выездном матче против «Лидс Юнайтед», 5 ноября его дубль позволил «святым» победить «Сток Сити», а 14 января хет-трик валлийца обеспечил ничью в матче с «Лестер Сити», завершившемся со счётом 4:4. Однако наиболее впечатляющую игру Дейвис показал 13 мая в последнем матче сезона против «Астон Виллы», в котором «Саутгемптону» требовалась победа для сохранения места в Первом дивизионе. Нападающий отметился четырьмя голами, а его команда победила со счётом 6:2.
По итогам сезона Дейвис имел на счету 37 голов в 41 матче (12 из которых забил в 10 матчах подряд), что сделало его лучшим бомбардиром Первого дивизиона. Во многом именно благодаря бомбардирским достижениям Дейвиса (нападающий забил ровно половину голов своей команды) «Саутгемптон» сумел удержаться в высшей английской лиге.
В сезоне 1967/68 «Саутгемптон» продолжил серию неудачных выступлений, заняв в итоге лишь 16-е место в турнирной таблице. Однако Дейвис с 28 голами вновь завоевал титул лучшего бомбардира Первого дивизиона, разделив его с Джорджем Бестом из «Манчестер Юнайтед».
В следующем сезоне «святые» заняли рекордное для себя 7-е место в чемпионате, что дало им право выступить в Кубке ярмарок. Первый матч против норвежского клуба «Русенборг» 17 сентября 1969 года «Саутгемптон» проиграл со счётом 0:1, но в ответной встрече сумел победить 2:0 благодаря голам Дейвиса и Терри Пейна. Во втором раунде «святые» с общим счётом 8:4 разгромили португальский клуб «Виторию» из Гимарайнша, при этом Дейвис записал на свой счёт три гола. Выступление «Саутгемптона» в кубке завершилось в третьем раунде, когда команда дважды сыграла вничью с «Ньюкасл Юнайтед» и выбыла из соревнования по правилу выездного гола.
С сезоном 1969/70 также связан один из самых ярких, по воспоминаниям самого Дейвиса, эпизодов в его карьере. 16 августа «Саутгемптон» играл на выезде с «Манчестер Юнайтед», который лишь за год до этого стал первым английским клубом, выигравшим Кубок европейских чемпионов, и имел в своём составе таких игроков, как Бобби Чарльтон, Денис Лоу и Джордж Бест. «Юнайтед» быстро повёл в счёте благодаря голу Вилли Моргана. Однако ещё до перерыва «Саутгемптон» не только сравнял счёт, но и вышел вперёд, при этом автором обоих голов стал Дейвис (хотя на видеоповторах видно, что второй гол является, фактически, автоголом). Во втором тайме нападающий забил ещё два мяча, обеспечив тем самым победу своей команде с итоговым счётом 4:1. Примечательно, что три из четырёх мячей Дейвис забил головой, используя подачи крайних полузащитников «Саутгемптона» Джона Сиднема и Терри Пейна. В интервью 2009 года он вспоминал: «Я забил три из них головой, в основном благодаря тому, что Терри и Джон делали такие великолепные кроссы. Также помогло то, что у „Юнайтед“ в воротах стоял Джимми Риммер, который не любил уходить с линии, даже когда мяч находился во вратарской площадке. Это были идеальные условия для меня». После игры Билл Фоулкс, легендарный защитник «Юнайтед», для которого этот матч стал последним в карьере, подозвал к себе Дейвиса и сказал: «Ты должен играть за нас, Рон, а не за „Саутгемптон“». В свою очередь бывший главный тренер «Юнайтед» Мэтт Басби назвал Дейвиса «лучшим нападающим Европы». По слухам, за три года до этого Басби уже пытался подписать валлийца, предлагая «Саутгемптону» рекордные на тот момент в английском футболе 200 тысяч фунтов, однако сделка не состоялась.
В начале 1970-х годов Дейвиса стали преследовать частые травмы, которые существенно ограничили его возможности выходить на поле в стартовом составе. В сезонах 1971/72 и 1972/73 он сыграл лишь в 27 и 25 матчах чемпионата соответственно (забив, тем не менее, 20 голов). Потеряв место в основе «Саутгемптона», Дейвис перешёл весной 1973 года в клуб Второго дивизиона «Портсмут».
Всего на протяжении семилетней карьере в «Саутгемптоне» Дейвис сыграл в 281 матче, забив 153 гола, что делает его одним из лучших бомбардиров в истории клуба. Бывшие партнёры по команде описывают его как скромного, весёлого, непосредственного в общении человека. Помимо чисто спортивных достижений, Дейвис открыл в себе таланты художника, рисуя карикатуры на своих одноклубников.

### Поздние годы
Начиная с апреля 1973 года Дейвис провёл в «Портсмуте» полтора сезона, сыграв в 59 матчах и забив 18 голов. В ноябре 1974 года «Манчестер Юнайтед», выбывший по окончании предыдущего сезона во Второй дивизион, заключил с «Портсмутом» сделку, по которой получал Дейвиса в обмен на одного из своих полузащитников, Джорджа Грэма. Рон, однако, не смог проявить себя в новой команде, проведя за «красных» лишь десять матчей, в каждом из которых выходил на замену. В сезоне 1975/76 валлиец отправлялся в кратковременные аренды — сначала в южноафриканский клуб «Аркадия Шепердз», затем в клуб Третьего дивизиона «Миллуолл».
В 1976 году Дейвис принял решение покинуть Англию и продолжить карьеру в США. В тот период клубы Североамериканской футбольной лиги активно привлекали в свои ряды бывших звёзд европейского и мирового футбола, заключая с ними крупные контракты. Недавно покинувший «Манчестер Юнайтед» Джордж Бест заметил в списке доступных игроков фамилию Дейвиса и убедил руководство своего клуба, «Лос-Анджелес Ацтекс», подписать валлийца. В течение первого сезона Дейвис принял участие во всех 24 матчах регулярного чемпионата, отметившись 6 голами. Команда пробилась в плей-офф САФЛ, однако выбыла из соревнования в первом же раунде, проиграв «Даллас Торнадо». В следующем сезоне Дейвис также регулярно выходил на поле, пропустив лишь одну игру Южного дивизиона САФЛ. Кроме того, он сыграл в пяти матчах плей-офф, дойдя со своей командой до полуфинала, где «Лос-Анджелес» по итогам двух матчей уступил «Сиэтл Саундерс». Ближе к концу сезона 1978 Дейвис перешёл в «Талса Рафнекс», отыграв за них 5 матчей (включая один матч плей-офф), а в следующем сезоне — в «Сиэтл Саундерс». К тому времени валлиец был переведён из нападения в защиту, что объяснялось его возрастом и потерей скорости. Впрочем, на новой позиции Дейвис выступал достаточно уверенно. После одного из матчей с «Нью-Йорк Космос» Джимми Гейбриел, главный тренер «Сиэтла», заявил, что Дейвис сыграл против Джорджо Кинальи (итальянского нападающего «Космоса», ведущего бомбардира САФЛ) «лучше, чем кто-либо ещё в этой лиге».
В 1979 году Рон Дейвис завершил футбольную карьеру.

## Карьера в сборной

### Матчи Дейвиса за сборную Уэльса
| Матчи и голы Дейвиса за сборную Уэльса | Матчи и голы Дейвиса за сборную Уэльса | Матчи и голы Дейвиса за сборную Уэльса | Матчи и голы Дейвиса за сборную Уэльса | Матчи и голы Дейвиса за сборную Уэльса | Матчи и голы Дейвиса за сборную Уэльса |
| -------------------------------------- | -------------------------------------- | -------------------------------------- | -------------------------------------- | -------------------------------------- | -------------------------------------- |
| №                                      | Дата                                   | Соперник                               | Счёт                                   | Голы Дейвиса                           | Соревнование                           |
| 1                                      | 15 апреля 1964                         | Северная Ирландия                      | 2 : 3                                  | 1                                      | Чемпионат Британии 1963/64             |
| 2                                      | 18 ноября 1964                         | Англия                                 | 1 : 2                                  | -                                      | Чемпионат Британии 1964/65             |
| 3                                      | 14 мая 1966                            | Бразилия                               | 1 : 3                                  | 1                                      | Товарищеский матч                      |
| 4                                      | 18 мая 1966                            | Бразилия                               | 0 : 1                                  | -                                      | Товарищеский матч                      |
| 5                                      | 22 мая 1966                            | Чили                                   | 0 : 2                                  | -                                      | Товарищеский матч                      |
| 6                                      | 22 октября 1966                        | Шотландия                              | 1 : 1                                  | 1                                      | Отборочные матчи ЧЕ-1968               |
| 7                                      | 16 ноября 1966                         | Англия                                 | 1 : 5                                  | -                                      | Отборочные матчи ЧЕ-1968               |
| 8                                      | 12 апреля 1967                         | Северная Ирландия                      | 0 : 0                                  | -                                      | Отборочные матчи ЧЕ-1968               |
| 9                                      | 22 ноября 1967                         | Шотландия                              | 2 : 3                                  | 1                                      | Отборочные матчи ЧЕ-1968               |
| 10                                     | 28 февраля 1968                        | Северная Ирландия                      | 2 : 0                                  | -                                      | Отборочные матчи ЧЕ-1968               |
| 11                                     | 8 мая 1968                             | ФРГ                                    | 1 : 1                                  | -                                      | Товарищеский матч                      |
| 12                                     | 23 октября 1968                        | Италия                                 | 0 : 1                                  | -                                      | Отборочные матчи ЧМ-1970               |
| 13                                     | 26 марта 1969                          | ФРГ                                    | 1 : 1                                  | -                                      | Товарищеский матч                      |
| 14                                     | 3 мая 1969                             | Шотландия                              | 3 : 5                                  | 2                                      | Чемпионат Британии 1969                |
| 15                                     | 7 мая 1969                             | Англия                                 | 1 : 2                                  | 1                                      | Чемпионат Британии 1969                |
| 16                                     | 10 мая 1969                            | Северная Ирландия                      | 0 : 0                                  | -                                      | Чемпионат Британии 1969                |
| 17                                     | 28 июля 1969                           | Великобритания                         | 0 : 1                                  | -                                      | Товарищеский матч                      |
| 18                                     | 18 апреля 1970                         | Англия                                 | 1 : 1                                  | -                                      | Чемпионат Британии 1970                |
| 19                                     | 22 апреля 1970                         | Шотландия                              | 0 : 0                                  | -                                      | Чемпионат Британии 1970                |
| 20                                     | 25 апреля 1970                         | Северная Ирландия                      | 1 : 0                                  | -                                      | Чемпионат Британии 1970                |
| 21                                     | 21 апреля 1971                         | Чехословакия                           | 1 : 3                                  | 1                                      | Отборочные матчи ЧЕ-1972               |
| 22                                     | 15 мая 1971                            | Шотландия                              | 0 : 0                                  | -                                      | Чемпионат Британии 1971                |
| 23                                     | 19 мая 1971                            | Англия                                 | 0 : 0                                  | -                                      | Чемпионат Британии 1971                |
| 24                                     | 22 мая 1971                            | Северная Ирландия                      | 0 : 1                                  | -                                      | Чемпионат Британии 1971                |
| 25                                     | 24 ноября 1971                         | Румыния                                | 0 : 2                                  | -                                      | Отборочные матчи ЧЕ-1972               |
| 26                                     | 20 мая 1972                            | Англия                                 | 0 : 3                                  | -                                      | Чемпионат Британии 1972                |
| 27                                     | 24 мая 1972                            | Шотландия                              | 0 : 1                                  | -                                      | Чемпионат Британии 1972                |
| 28                                     | 27 мая 1972                            | Северная Ирландия                      | 0 : 0                                  | -                                      | Чемпионат Британии 1972                |
| 29                                     | 11 мая 1974                            | Англия                                 | 0 : 2                                  | -                                      | Чемпионат Британии 1974                |

Итого: 29 матчей / 8 голов; 2 победы, 10 ничьих, 17 поражений.

## Стиль игры
Благодаря своему высокому росту Дейвис великолепно играл головой. Билл Лэмбтон, главный тренер «Честера» с января 1962 года, поставил себе задачу развить это качество молодого нападающего. Известный своими эксцентричными методами тренировок, он заставлял Дейвиса прыгать через барьеры в тяжёлых армейских ботинках. Как позднее вспоминал валлиец, «когда я снимал эти ботинки, мне казалось, что я могу допрыгнуть до луны». В интервью 2007 года он однако отметил, что эти тренировки не только улучшили его способности как футболиста, но и спустя много лет сказались на здоровье, став причиной заболевания тазобедренного сустава.
Помимо отличной игры головой Дейвис обладал мощным ударом.

## Достижения

### Командные достижения
«Манчестер Юнайтед»
- Чемпион Второго дивизиона Футбольной лиги: 1974/75

### Личные достижения
- Лучший бомбардир Первого дивизиона Футбольной лиги (2): 1967, 1968[23]
- Лучший бомбардир Домашнего чемпионата Великобритании: 1969[24]

## Статистика выступлений
| Клуб                | Сезон            | Лига | Лига | Кубки | Кубки | Еврокубки | Еврокубки | Итого | Итого |
| Клуб                | Сезон            | Игры | Голы | Игры  | Голы  | Игры      | Голы      | Игры  | Голы  |
| ------------------- | ---------------- | ---- | ---- | ----- | ----- | --------- | --------- | ----- | ----- |
| Честер              | 1959/60          | 8    | 1    | 0     | 0     | -         | -         | 8     | 1     |
| Честер              | 1960/61          | 39   | 23   | 5     | 1     | -         | -         | 44    | 24    |
| Честер              | 1961/62          | 38   | 13   | 4     | 2     | -         | -         | 42    | 15    |
| Честер              | 1962/63          | 9    | 7    | 2     | 2     | -         | -         | 11    | 9     |
| Честер              | Итого            | 94   | 44   | 11    | 5     | 0         | 0         | 105   | 49    |
| Лутон Таун          | 1962/63          | 29   | 21   | 1     | 0     | -         | -         | 30    | 21    |
| Лутон Таун          | 1963/64          | 3    | 0    | 0     | 0     | -         | -         | 3     | 0     |
| Лутон Таун          | Итого            | 32   | 21   | 1     | 0     | 0         | 0         | 33    | 21    |
| Норвич Сити         | 1963/64          | 38   | 26   | 6     | 4     | -         | -         | 44    | 30    |
| Норвич Сити         | 1964/65          | 35   | 14   | 4     | 1     | -         | -         | 39    | 15    |
| Норвич Сити         | 1965/66          | 40   | 18   | 5     | 3     | -         | -         | 45    | 21    |
| Норвич Сити         | Итого            | 113  | 58   | 15    | 8     | 0         | 0         | 128   | 66    |
| Саутгемптон         | 1966/67          | 41   | 37   | 6     | 6     | 0         | 0         | 47    | 43    |
| Саутгемптон         | 1967/68          | 40   | 28   | 4     | 0     | 0         | 0         | 44    | 28    |
| Саутгемптон         | 1968/69          | 38   | 20   | 8     | 4     | 0         | 0         | 46    | 24    |
| Саутгемптон         | 1969/70          | 29   | 12   | 2     | 0     | 6         | 4         | 37    | 16    |
| Саутгемптон         | 1970/71          | 40   | 17   | 5     | 4     | 0         | 0         | 45    | 21    |
| Саутгемптон         | 1971/72          | 27   | 11   | 3     | 0     | 2         | 0         | 32    | 11    |
| Саутгемптон         | 1972/73          | 25   | 9    | 5     | 1     | 0         | 0         | 30    | 10    |
| Саутгемптон         | Итого            | 240  | 134  | 33    | 15    | 8         | 4         | 281   | 153   |
| Портсмут            | 1973/74          | 42   | 13   | 8     | 3     | -         | -         | 50    | 16    |
| Портсмут            | 1974/75          | 17   | 5    | 2     | 0     | -         | -         | 19    | 5     |
| Портсмут            | Итого            | 59   | 18   | 10    | 3     | 0         | 0         | 69    | 21    |
| Манчестер Юнайтед   | 1974/75          | 8    | 0    | 2     | 0     | -         | -         | 10    | 0     |
| Манчестер Юнайтед   | 1975/76          | 0    | 0    | 0     | 0     | 0         | 0         | 0     | 0     |
| Манчестер Юнайтед   | Итого            | 8    | 0    | 2     | 0     | 0         | 0         | 10    | 0     |
| Миллуолл (аренда)   | 1975/76          | 3    | 0    | 0     | 0     | -         | -         | 3     | 0     |
| Миллуолл (аренда)   | Итого            | 3    | 0    | 0     | 0     | 0         | 0         | 3     | 0     |
| Лос-Анджелес Ацтекс | 1976             | 25   | 6    | -     | -     | -         | -         | 25    | 6     |
| Лос-Анджелес Ацтекс | 1977             | 30   | 6    | -     | -     | -         | -         | 30    | 6     |
| Лос-Анджелес Ацтекс | 1978             | 20   | 3    | -     | -     | -         | -         | 20    | 3     |
| Лос-Анджелес Ацтекс | Итого            | 75   | 15   | 0     | 0     | 0         | 0         | 75    | 15    |
| Талса Рафнекс       | 1978             | 5    | 0    | -     | -     | -         | -         | 5     | 0     |
| Талса Рафнекс       | Итого            | 5    | 0    | 0     | 0     | 0         | 0         | 5     | 0     |
| Сиэтл Саундерс      | 1979             | 22   | 1    | -     | -     | -         | -         | 22    | 1     |
| Сиэтл Саундерс      | Итого            | 22   | 1    | 0     | 0     | 0         | 0         | 22    | 1     |
| Всего за карьеру    | Всего за карьеру | 651  | 291  | 72    | 31    | 8         | 4         | 731   | 326   |

## После завершения карьеры
После завершения футбольной карьеры Рон Дейвис переселился на восток США, во Флориду, где на протяжении многих лет тренировал различные команды, включая школьные и полупрофессиональные. В 1998 году он в последний раз вернулся в Великобританию, чтобы поприсутствовать на торжественном ужине в честь бывшего тренера «Саутгемптона» Теда Бейтса. В 2002 году он оставил тренерскую работу и переехал в штат Аризона, а затем в Нью-Мексико, где начал работать в строительной компании кровельщиком.
В середине 2000-х годов Дейвис начал испытывать проблемы со здоровьем, связанные с травмами, полученными в течение футбольной карьеры. Для излечения одного из тазобедренных суставов требовалась дорогая операция по эндопротезированию, в противном случае Дейвис мог стать инвалидом. В июле 2007 года болельщики «Саутгемптона» создали специальный сайт GiveIttoRon с целью сбора пожертвований для оплаты операции. К концу года была собрана сумма в 15 тысяч фунтов, при этом помимо болельщиков «Саутгемптона» деньги также внесли болельщики «Норвич Сити», Футбольная ассоциация Уэльса, ПФА, BBC и ряд других организаций. Собранных средств, вкупе с грантами американского правительства, хватило на оплату операции, которая была проведена весной 2008 года. Позднее, зимой того же года, Дейвис перенёс аналогичную операцию на другом тазобедренном суставе. Он также получил деньги от анонимного болельщика на вставку зубных протезов. В январском интервью 2009 года он заявил: «Не могу поверить, что люди в Саутгемптоне отнеслись ко мне с такой заботой. Я не играл за клуб в течение тридцати лет, невероятно, что они до сих пор помнят обо мне». К несчастью для Рона, его жена Крис умерла осенью того же года.
В последние годы Рон Дейвис проживал в мобильном доме в окрестностях Альбукерке.
Скончался 24 мая 2013 года, за день до своего 71-летия.